# Ronnie Coleman
Pour les articles homonymes, voir Coleman.
Ronald Dean Coleman, plus connu sous le nom de Ronnie Coleman ou Ron Coleman (surnommé « Big Ron »), né le 13 mai 1964 à Monroe en Louisiane, est un culturiste américain. Il est l'un des plus titrés de la discipline avec 8 victoires consécutives au prestigieux concours de Mr. Olympia.

## Biographie
Coleman a étudié à la Grambling State University, où il intègre l'équipe de football dirigée par Eddie Robinson en tant que défenseur central et obtient une licence de comptabilité. Il a exercé la profession de policier réserviste jusqu'en 2003.
Devenu culturiste, il était, de la fin des années 1990 au milieu des années 2000, considéré comme le no 1 mondial dans cette discipline, ayant gagné toutes les compétitions de Mr. Olympia entre 1998 et 2005. De plus, il détient au total 26 victoires au sein de l'IFBB Professional League (seul Dexter Jackson a fait mieux depuis avec 28 victoires).
Il possédait des cuisses au gabarit extraordinaire (91 cm). Sa méthode d'entraînement consistait essentiellement à utiliser des charges libres, en incluant des exercices de powerlifting (discipline qu'il a pratiquée à haut niveau avant de s'orienter vers le culturisme ; il était réputé pour soulever des charges particulièrement impressionnantes à l'entraînement). En revanche, il n'utilisait que très peu les appareils guidés. Il a réalisé plusieurs vidéos d'entraînement : The Unbelieveable, The Cost of Redemption, On the road et Relentless.
Il a dominé la compétition de Mr. Olympia, la plus importante du culturisme professionnel, de 1998 à 2005, semblant hors d'atteinte pour ses principaux rivaux – Jay Cutler, Flex Wheeler, Kevin Levrone et Chris Cormier. Toutefois, en 2006, alors qu'il concourt pour un 9e titre, espérant battre le record de Lee Haney, il termine deuxième et est battu par son plus sérieux rival Jay Cutler, lequel remporte alors son premier titre de Mr. Olympia. En 2007 il se présente de nouveau à Mr. Olympia mais termine 4e, ses blessures et sa condition physique très moyenne ne lui permettant pas de regagner son titre. Ce sera sa dernière participation à une compétition : Ronnie annonce alors sa retraite de la compétition, et se retire définitivement du culturisme professionnel en 2009 à l'âge de 45 ans ; il reste néanmoins très actif et populaire dans le milieu du culturisme.
Il a avoué en 2012 avoir utilisé pour la première fois des stéroïdes en 1995 (ce qui est un secret de Polichinelle dans le culturisme de haut niveau, mais il avait jusque là proclamé être naturel, affirmant être testé régulièrement en tant que policier).
Par la suite, de sérieuses séquelles de ses années d'entraînement extrême ont nécessité de multiples opérations chirurgicales, dont la pose d'une double prothèse de hanche et une série d'opérations sur les vertèbres lombaires, lesquelles ont généré des complications et des douleurs chroniques ; il continue toutefois à s'entraîner, même s'il est possible qu'il ne puisse plus remarcher sans assistance.
Son frère Cory Mathews Coleman, né le 4 août 1976, est également culturiste mais reste très peu connu.

## Vie personnelle
Coleman est connu pour sa foi chrétienne. Son engagement envers sa religion lui permet une certaine popularité avec ses admirateurs chrétiens.
Lors d'un entretien en 2020, il a mentionné qu'il ne pouvait plus marcher sans assistance en raison d'interventions chirurgicales ratées. Coleman a exposé ses problèmes liés à des opérations chirurgicales douteuses et a précisé que ses trois dernières interventions chirurgicales avaient coûté un total de 2 millions de dollars.

## Profil
- Taille : 1,80 m
- Poids en compétition : 134 kg
- Tour de taille : 105 cm
- Biceps : 61,5 cm
- Poitrine : 154,2 cm
- Cuisses : 96 cm
- Mollets : 56 cm

(Mensurations à son meilleur niveau)

## Palmarès
- 1990 - Mr. Texas
- 1994 - Mr. Olympia - 15e
- 1995 - Canada Pro Cup
- 1996 - Canada Pro Cup
- 1997 - Grand Prix de Russie
- 1998 - Nuit des Champions
- 1998 - Toronto Pro Invitational
- 1998 - Mr. Olympia
- 1998 - Grand Prix des Finlande
- 1998 - Grand Prix d'Allemagne
- 1999 - Mr. Olympia
- 1999 - Championnats du monde professionnels
- 1999 - Grand Prix d'Angleterre
- 2000 - Mr. Brody Langley
- 2000 - Grand Prix d'Angleterre
- 2000 - Championnats du monde professionnels
- 2000 - Mr. Olympia
- 2001 - Mr. Olympia
- 2001 - Grand Prix de Nouvelle-Zélande
- 2002 - Mr. Olympia
- 2002 - Grand Prix de Hollande
- 2003 - Mr. Olympia
- 2003 - Grand Prix de Russie
- 2004 - Mr. Olympia
- 2004 - Grand Prix d'Angleterre
- 2004 - Grand Prix d'Hollande
- 2004 - Grand Prix de Russie
- 2005 - Mr. Olympia
- 2006 - Grand Prix d'Autriche – IFBB, 2e
- 2006 - Grand Prix de Hollande – IFBB, 2e
- 2006 - Grand Prix de Roumanie – IFBB, 2e
- 2006 - Mr. Olympia – IFBB, 2e
- 2007 - Mr. Olympia – IFBB, 2008
- 2010 - Mr. Olympia – IFFB, 7e

### Filmographie
- Ronnie Coleman: The King, documentaire réalisé par Vlad Yudin sorti en 2018